# Кацман, Фриц
Фриц Кацман, полное имя Фридрих Кацман (нем. Fritz Katzmann; 6 мая 1906, Лангендреер, Бохум, Германская империя — 19 сентября 1957, Дармштадт, ФРГ) — группенфюрер СС, генерал-лейтенант войск СС и полиции, руководитель СС и полиции в Радоме и Галиции.

## Биография
Фриц Кацман родился 6 мая 1906 года в семье шахтёра. Посещал народную школу и впоследствии выучился на плотника. 1 декабря 1927 года вступил в Штурмовые отряды (СА) и состоял в них до 1 июля 1930 года. 1 сентября 1928 года вступил в НСДАП (билет № 95528). 6 сентября 1930 года был зачислен в ряды СС (№ 3065).
С 1928 по 1933 год был безработным. После прихода нацистов к власти с апреля 1933 по апрель 1934 года занимал должность городского советника в Дуйсбурге. Также выдвинул свою кандидатуру на место депутата рейхстага от нацистской партии под 643-м номером, но избран не был. С 4 апреля 1934 по 21 марта 1938 года командовал 75-м штандартом СС в Берлине. С середины августа 1936 и до середины 1942 года был членом городского совета в Берлине. Кроме того, в это время Кацман работал в народной судебной палате. С 21 марта 1938 года командовал 6-м абшнитом СС в Бреслау.
С ноября 1939 по июль 1941 года был руководителем СС и полиции в дистрикте Радом на территории оккупированной Польши. После присвоения ему звания бригадефюрера СС с 21 июня 1941 по 20 апреля 1943 года был руководителем СС и полиции в Галиции со штаб-квартирой во Львове. Кацман участвовал в проведении Холокоста на подконтрольной ему териитории. С поддержкой своего штаба и принадлежащей ему полиции безопасности до лета 1943 года было истреблено большинство евреев в Восточной Галиции. В своём докладе от 30 июня 1943 года под заголовком «Решение еврейского вопроса в дистрикте Галиция», который был отправлен к высшему руководителю СС и полиции в польском Генерал-губернаторстве Фридриху Вильгельму Крюгеру, он детализировано описал детали мероприятий и еврейское сопротивление:
Между тем дальнейшее «переселение» требовало больших усилий, для того чтобы с 23 июня 1943 года многие еврейские округа были уже распущены. Таким образом, дистрикт Галиция стал свободным от евреев, за исключением тех, которые находились в лагерях под контролем руководителей СС и полиции.
С всё ещё оставшимся небольшим количеством евреев полиция порядка и жандармерия обошлась «особым образом». До 27 июня 1943 года было «выселено» в общей сложности 434 329 евреев.

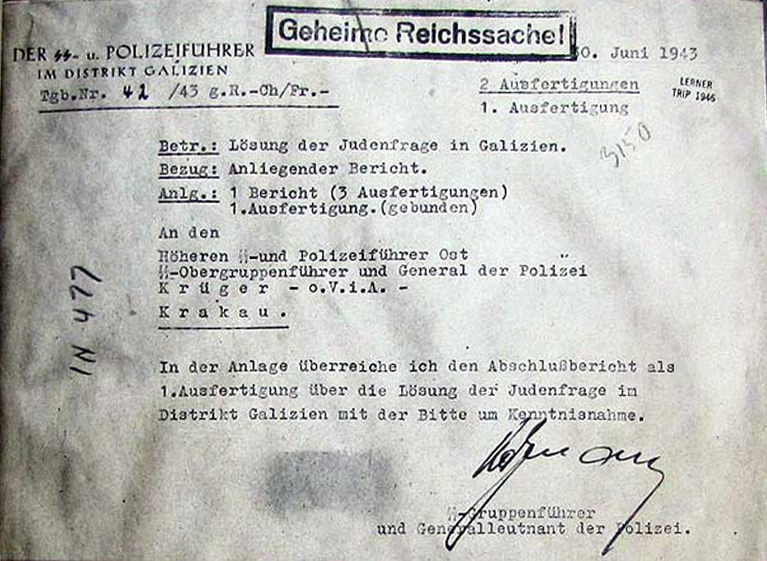
Доклад Кацмана

Кацман со своим штабом организовал сеть лагерей для принудительных работ в Восточной Галиции, среди которых был лагерь Яновский на окраине Львова и Durchgangsstraße IV. С 20 апреля 1943 года по 8 мая 1945 года руководил подразделением СС «Висла/Данциг» в 20-м военном округе, расположенном в Данциге: там он был преемником высшего руководителя СС и полиции Рихарда Гильдебрандта. В 1945 году под руководством Кацмана происходила эвакуация концлагеря Штуттгоф.

### После войны
Кацман встретил конец войны на острове Фемарн. Он получил фальшивые документы на имя Бруно Альбрехта и проживал в Вюртемберге. Общество взаимопомощи бывших членов войск СС (ХИАГ) поддерживало его. Запланированный побег в Аргентину не состоялся, так как Кацман был серьёзно болен. В 1953 году он назвал своё настоящее имя медсестре в Людвигсбурге, которая сохранила эту информацию при себе и раскрыла её только после его смерти. С 1955 года работал в отделе продаж лесоперерабатывающего предприятия в Вехтерсбахе. С 1956 года Кацман был зарегистрирован под чужим именем в Грисхайме, где теперь жила его семья. Умер 19 сентября 1957 года в госпитале Дармштадта.